# Polyrhachis latreillei
Polyrhachis latreillei é uma espécie de formiga do gênero Polyrhachis, pertencente à subfamília Formicinae.